# 8 Days of Christmas (bài hát)
"8 Days of Christmas" (Tạm dịch: "8 Ngày Giáng Sinh") là đĩa đơn ngày lễ đầu tiên của nhóm nhạc Destiny's Child. Đĩa đơn này chỉ là đĩa đơn quảng bá vì thế không được quảng bá rộng rãi.
Ca khúc dựa trên bài hát Twelve Days of Christmas (Tạm dịch: Mười hai Ngày Giáng Sinh), nhưng trong ca khúc lại mang tên là "8 Ngày" dựa trên ngày Hanukkah, nhưng ngày lễ này không hề được nhắc đến trong ca khúc.
Knowles đã chia sẻ về ca húc trong khi trình chiếu video "8 Days of Christmas" trên chương trình 106 & Park vào mùa Thu 2001: Thật sự chúng tôi đã viết ca khúc này hai năm trước, chúng tôi đã đến phòng thu và thử làm một vài điều gì đó Giáng Sinh một chút. Cũng từ đó mà chúng tôi có ý định thực hiện album Giáng Sinh. Đĩa đơn này lần đầu tiên phát hành vào tháng 11 năm 2000 trong ấn bản phát hành lại của "The Writing's on the Wall" kèm theo đĩa thứ 2 và đĩa đơn "Independent Women".

## Video ca nhạc
Video cho ca khúc được quay tại Los Angeles và được phát hành vào mùa Đông năm 2001. Video được đạo diễn bởi Sanaa Hamri và chủ yếu chiếu cảnh ba thành viên đều xuất hiện trong những chiếc váy cách tân của bộ trang phục của Santa Claus trong một cửa hàng đồ chơi. Xen kẽ những cảnh quay là cảnh nhóm đang vui đùa với những món quà, trong đó Knowles cùng nhóm có cưỡi những con ngựa gỗ. Vào cảnh cuối cùng, những đứa bé đều rượt đuổi nhau và lấy những món đồ chơi mình thích.
Video ca nhạc này cũng kèm theo trong bộ đĩa 8 Days of Christmas.

## Danh sách ca khúc
1. "8 Days of Christmas" (Bản của Album) - 3:29
2. "8 Days of Christmas" (Nhạc nền) - 3:29
3. "8 Days of Christmas" (Bản Acappella) - 3:19
4. "Merry Christmas" - 0:09
5. "Happy Holidays" - 0:08
6. "Seasons Greetings" - 0:08
7. "Happy Kwanzaa" - 0:06
8. "Happy New Year" - 0:12